# Hildegard Knef/Diskografie
Diese Diskografie ist eine Übersicht über die musikalischen Werke der deutsch-US-amerikanischen Chanson- und Schlagersängerin Hildegard Knef und ihrer Pseudonyme wie Hilde Knef und Hildegard Neff. Den Quellenangaben und Schallplattenauszeichnungen zufolge hat sie bisher mehr als 3,1 Millionen Tonträger verkauft. Ihre erfolgreichste Veröffentlichung ist die Single Für mich soll’s rote Rosen regnen mit über 150.000 verkauften Einheiten.
Bei der Diskografie ist zu berücksichtigen, dass diese sich nur auf offizielle Tonträger beschränkt. Neben den offiziellen, größtenteils im deutschsprachigen Raum veröffentlichten Tonträgern, erschienen auch diverse Label-Veröffentlichungen. Tonträger, die durch Sublabels aus Werbezwecken und nicht durch die offiziellen Musiklabels erschienen, wurden nur berücksichtigt, wenn diese Chartplatzierungen oder Verkäufe nachweisen können und somit zum kommerziellen Erfolg Knefs beitragen.

## Alben

### Studioalben

CD der Wiederveröffentlichung Knef (2005).

Frontcover zu Worum geht’s hier eigentlich?

| Jahr | Titel Musiklabel                                                                           | Höchstplatzierung, Gesamtwochen/‑monate, AuszeichnungChartplatzierungen (Jahr, Titel, Musiklabel, Platzierungen, Wochen/Monate, Auszeichnungen, Anmerkungen) | Höchstplatzierung, Gesamtwochen/‑monate, AuszeichnungChartplatzierungen (Jahr, Titel, Musiklabel, Platzierungen, Wochen/Monate, Auszeichnungen, Anmerkungen) | Höchstplatzierung, Gesamtwochen/‑monate, AuszeichnungChartplatzierungen (Jahr, Titel, Musiklabel, Platzierungen, Wochen/Monate, Auszeichnungen, Anmerkungen) | Höchstplatzierung, Gesamtwochen/‑monate, AuszeichnungChartplatzierungen (Jahr, Titel, Musiklabel, Platzierungen, Wochen/Monate, Auszeichnungen, Anmerkungen) | Anmerkungen                                                |
| Jahr | Titel Musiklabel                                                                           | DE | AT | CH | US | Anmerkungen                                                |
| ---- | ------------------------------------------------------------------------------------------ | --- | --- | --- | --- | ---------------------------------------------------------- |
| 1963 | So oder so ist das Leben Decca Records (Teldec)                                            | DE8 (14 Mt.)DE | — | — | — | Erstveröffentlichung: August 1963                          |
| 1964 | Hildegard Knef Decca Records (Teldec)                                                      | DE38 (1 Mt.)DE | — | — | — | Erstveröffentlichung: November 1964                        |
| 1966 | Ich seh die Welt durch deine Augen Decca Records (Teldec)                                  | DE3 (7 Mt.)DE | — | — | — | Erstveröffentlichung: Februar 1966                         |
| 1967 | Halt mich fest Decca Records (Teldec)                                                      | DE4 (15 Mt.)DE | — | — | — | Erstveröffentlichung: März 1967                            |
| 1968 | Träume heißen du auch bekannt als: Hildegard Knef singt Cole Porter Decca Records (Teldec) | DE11 (7 Mt.)DE | — | — | — | Erstveröffentlichung: Februar 1968                         |
| 1969 | The Lady Is a Tramp auch bekannt als: From Here on It Got Rough Decca Records (Teldec)     | — | — | — | — | Erstveröffentlichung: August 1969                          |
| 1970 | Knef Decca Records (Teldec)                                                                | DE23 a (1 Wo.)DE | — | — | — | Erstveröffentlichung: Februar 1970                         |
| 1971 | Worum geht’s hier eigentlich? Decca Records (Teldec)                                       | — | — | — | — | Erstveröffentlichung: Oktober 1971                         |
| 1972 | Und ich dreh’ mich nochmal um Philips Records (Philips)                                    | — | — | — | — | Erstveröffentlichung: Oktober 1972                         |
| 1974 | Ich bin den weiten Weg gegangen Philips Records (Philips)                                  | — | — | — | — | Erstveröffentlichung: Februar 1974                         |
| 1975 | Applaus Philips Records (Philips)                                                          | — | — | — | — | Erstveröffentlichung: September 1975                       |
| 1976 | Bei dir war es immer so schön Philips Records (Philips)                                    | — | — | — | — | Erstveröffentlichung: August 1976                          |
| 1977 | Lausige Zeiten Philips Records (Philips)                                                   | — | — | — | — | Erstveröffentlichung: Januar 1977                          |
| 1978 | Heimweh-Blues Philips Records (Philips)                                                    | — | — | — | — | Erstveröffentlichung: Januar 1978                          |
| 1978 | Überall blühen Rosen Philips Records (Philips)                                             | — | — | — | — | Erstveröffentlichung: Oktober 1978                         |
| 1980 | Da ist eine Zeit … Philips Records (Philips)                                               | — | — | — | — | Erstveröffentlichung: August 1980                          |
| 1999 | 17 Millimeter Red Moon Records (WMG)                                                       | DE73 Gold (German Jazz Award) · (2 Wo.)DE | — | — | — | Erstveröffentlichung: 15. November 1999 Verkäufe: + 10.000 |

grau schraffiert: keine Chartdaten aus diesem Jahr verfügbar

### Livealben
| Jahr | Titel Musiklabel                                                               | Höchstplatzierung, Gesamtwochen/‑monate, AuszeichnungChartplatzierungen (Jahr, Titel, Musiklabel, Platzierungen, Wochen/Monate, Auszeichnungen, Anmerkungen) | Höchstplatzierung, Gesamtwochen/‑monate, AuszeichnungChartplatzierungen (Jahr, Titel, Musiklabel, Platzierungen, Wochen/Monate, Auszeichnungen, Anmerkungen) | Höchstplatzierung, Gesamtwochen/‑monate, AuszeichnungChartplatzierungen (Jahr, Titel, Musiklabel, Platzierungen, Wochen/Monate, Auszeichnungen, Anmerkungen) | Höchstplatzierung, Gesamtwochen/‑monate, AuszeichnungChartplatzierungen (Jahr, Titel, Musiklabel, Platzierungen, Wochen/Monate, Auszeichnungen, Anmerkungen) | Anmerkungen                         |
| Jahr | Titel Musiklabel                                                               | DE | AT | CH | US | Anmerkungen                         |
| ---- | ------------------------------------------------------------------------------ | --- | --- | --- | --- | ----------------------------------- |
| 1966 | Die neue Knef auch bekannt als: In Concert Decca Records (Teldec)              | DE2 (11 Mt.)DE | — | — | — | Erstveröffentlichung: Juni 1966     |
| 1968 | Knef Concert auch bekannt als: In Concert Decca Records (Teldec)               | DE7 (5 Mt.)DE | — | — | — | Erstveröffentlichung: November 1968 |
| 1980 | Tournee, Tournee … Das Live-Album ihrer Konzertreise Philips Records (Philips) | — | — | — | — | Erstveröffentlichung: November 1980 |

grau schraffiert: keine Chartdaten aus diesem Jahr verfügbar

### Kompilationen
| Jahr | Titel Musiklabel | Höchstplatzierung, Gesamtwochen/‑monate, AuszeichnungChartplatzierungen (Jahr, Titel, Musiklabel, Platzierungen, Wochen/Monate, Auszeichnungen, Anmerkungen) | Höchstplatzierung, Gesamtwochen/‑monate, AuszeichnungChartplatzierungen (Jahr, Titel, Musiklabel, Platzierungen, Wochen/Monate, Auszeichnungen, Anmerkungen) | Höchstplatzierung, Gesamtwochen/‑monate, AuszeichnungChartplatzierungen (Jahr, Titel, Musiklabel, Platzierungen, Wochen/Monate, Auszeichnungen, Anmerkungen) | Höchstplatzierung, Gesamtwochen/‑monate, AuszeichnungChartplatzierungen (Jahr, Titel, Musiklabel, Platzierungen, Wochen/Monate, Auszeichnungen, Anmerkungen) | Anmerkungen                                                    |
| Jahr | Titel Musiklabel | DE | AT | CH | US | Anmerkungen                                                    |
| ---- | --- | --- | --- | --- | --- | -------------------------------------------------------------- |
| 1964 | Die großen Erfolge Decca Records (Teldec)                                                                                    | DE10 (24 Mt.)DE | — | — | — | Erstveröffentlichung: Februar 1964                             |
| 1969 | Die großen Erfolge 2 Decca Records (Teldec)                                                                                  | DE19 (4 Mt.)DE | — | — | — | Erstveröffentlichung: Februar 1969                             |
| 1979 | Eins und Eins – Hildegard Knef, ihre großen Erfolge auch bekannt als: Knef Sings, Kaempfert Swings Philips Records (Philips) | — | — | — | — | Erstveröffentlichung: August 1979 mit Orchester Bert Kaempfert |
| 1993 | Für mich soll’s rote Rosen regnen EastWest Records (WMG)                                                                     | DE53 (4 Wo.)DE | — | — | — | Erstveröffentlichung: März 1993                                |
| 2002 | Aber schön war es doch Warner Music (WMG)                                                                                    | DE30 (6 Wo.)DE | — | — | — | Erstveröffentlichung: 18. Februar 2002                         |
| 2009 | Hilde – Das Beste von Hildegard Knef Warner Music (WMG)                                                                      | DE72 (1 Wo.)DE | — | — | — | Erstveröffentlichung: 13. März 2009                            |

grau schraffiert: keine Chartdaten aus diesem Jahr verfügbar

### Remixalben
| Jahr | Titel Musiklabel                      | Anmerkungen                           |
| ---- | ------------------------------------- | ------------------------------------- |
| 2003 | A Woman and a Half Warner Music (WMG) | Erstveröffentlichung: 3. Februar 2003 |

### Soundtracks
| Jahr | Titel Musiklabel                                                                         | Höchstplatzierung, Gesamtwochen, AuszeichnungChartplatzierungen (Jahr, Titel, Musiklabel, Platzierungen, Wochen, Auszeichnungen, Anmerkungen) | Höchstplatzierung, Gesamtwochen, AuszeichnungChartplatzierungen (Jahr, Titel, Musiklabel, Platzierungen, Wochen, Auszeichnungen, Anmerkungen) | Höchstplatzierung, Gesamtwochen, AuszeichnungChartplatzierungen (Jahr, Titel, Musiklabel, Platzierungen, Wochen, Auszeichnungen, Anmerkungen) | Höchstplatzierung, Gesamtwochen, AuszeichnungChartplatzierungen (Jahr, Titel, Musiklabel, Platzierungen, Wochen, Auszeichnungen, Anmerkungen) | Anmerkungen                                                                                    |
| Jahr | Titel Musiklabel                                                                         | DE | AT | CH | US | Anmerkungen                                                                                    |
| ---- | ---------------------------------------------------------------------------------------- | --- | --- | --- | --- | ---------------------------------------------------------------------------------------------- |
| 1955 | Silk Stockings – An Original Cast Recording RCA Victor (RCA)                             | — | — | — | US9 (6 Wo.)US | Erstveröffentlichung: 1955 mit Don Ameche & Herbert Greene & His Orchestra                     |
| 1958 | Das Mädchen aus Hamburg auch bekannt als: La fille de Hambourg Fontana Records (Philips) | — | — | — | — | Erstveröffentlichung: Juni 1958 (FR-Version) Erstveröffentlichung: September 1958 (DE-Version) |
| 1963 | Die Dreigroschenoper Decca Records (Teldec)                                              | — | — | — | — | Erstveröffentlichung: 1963                                                                     |

grau schraffiert: keine Chartdaten aus diesem Jahr verfügbar

### EPs
| Jahr | Titel Musiklabel                                                 | Anmerkungen                                                           |
| ---- | ---------------------------------------------------------------- | --------------------------------------------------------------------- |
| 1958 | Bal de Vienne Fontana Records (Philips)                          | Erstveröffentlichung: August 1958                                     |
| 1958 | Illusionen auch bekannt als: Du bist wunderbar Polydor (Polydor) | Erstveröffentlichung: 1958                                            |
| 1959 | Hildegarde Neff Fontana Records (Philips)                        | Erstveröffentlichung: Februar 1959 Veröffentlichung in Großbritannien |
| 1962 | Aber schön war es doch Decca Records (Teldec)                    | Erstveröffentlichung: 1962                                            |
| 1963 | Er war nie ein Kavalier Decca Records (Teldec)                   | Erstveröffentlichung: 1963                                            |
| 1963 | Illusionen Decca Records (Teldec)                                | Erstveröffentlichung: 1963                                            |
| 1963 | C’est si bon Decca Records (Teldec)                              | Erstveröffentlichung: 1963                                            |
| 1963 | Heimweh nach dem Kurfürstendamm Decca Records (Teldec)           | Erstveröffentlichung: 1963                                            |
| 1964 | Neue Chansons Decca Records (Teldec)                             | Erstveröffentlichung: 1964                                            |
| 1965 | So hat alles seinen Sinn Decca Records (Teldec)                  | Erstveröffentlichung: 1965                                            |
| 1965 | And So to Bed … London Globe Records (LR)                        | Erstveröffentlichung: 1965 Veröffentlichung in Großbritannien         |
| 1967 | Das Glück kennt nur Minuten Marcato Records (Ariola)             | Erstveröffentlichung: 1967                                            |
| 1973 | Leest voor uit haar boek Phonogram (Polygram)                    | Erstveröffentlichung: 1973 Veröffentlichung in den Niederlanden       |
| 1975 | Die großen 4 Polydor (Polydor)                                   | Erstveröffentlichung: 1975                                            |
| 1982 | Hildegard Knef Amiga (Amiga)                                     | Erstveröffentlichung: 1982 Veröffentlichung in der DDR                |

### Tributealben
| Jahr | Titel Musiklabel            | Höchstplatzierung, Gesamtwochen, AuszeichnungChartplatzierungen (Jahr, Titel, Musiklabel, Platzierungen, Wochen, Auszeichnungen, Anmerkungen) | Höchstplatzierung, Gesamtwochen, AuszeichnungChartplatzierungen (Jahr, Titel, Musiklabel, Platzierungen, Wochen, Auszeichnungen, Anmerkungen) | Höchstplatzierung, Gesamtwochen, AuszeichnungChartplatzierungen (Jahr, Titel, Musiklabel, Platzierungen, Wochen, Auszeichnungen, Anmerkungen) | Höchstplatzierung, Gesamtwochen, AuszeichnungChartplatzierungen (Jahr, Titel, Musiklabel, Platzierungen, Wochen, Auszeichnungen, Anmerkungen) | Anmerkungen                             |
| Jahr | Titel Musiklabel            | DE | AT | CH | US | Anmerkungen                             |
| ---- | --------------------------- | --- | --- | --- | --- | --------------------------------------- |
| 2015 | Für Hilde Four Music (Sony) | DE65 (2 Wo.)DE | — | — | — | Erstveröffentlichung: 18. Dezember 2015 |

## Singles

### Als Leadmusikerin

Schallplatte zu Das Lied vom einsamen Mädchen.

Schallplatte zu Für mich soll’s rote Rosen regnen.

Schallplatte zu Tapetenwechsel.

Frontcover zu Nur mit dir.

| Jahr | Titel Album                                                                          | Höchstplatzierung, Gesamtwochen/‑monate, AuszeichnungChartplatzierungen (Jahr, Titel, Album, Platzierungen, Wochen/Monate, Auszeichnungen, Anmerkungen) | Höchstplatzierung, Gesamtwochen/‑monate, AuszeichnungChartplatzierungen (Jahr, Titel, Album, Platzierungen, Wochen/Monate, Auszeichnungen, Anmerkungen) | Höchstplatzierung, Gesamtwochen/‑monate, AuszeichnungChartplatzierungen (Jahr, Titel, Album, Platzierungen, Wochen/Monate, Auszeichnungen, Anmerkungen) | Höchstplatzierung, Gesamtwochen/‑monate, AuszeichnungChartplatzierungen (Jahr, Titel, Album, Platzierungen, Wochen/Monate, Auszeichnungen, Anmerkungen) | Anmerkungen |
| Jahr | Titel Album                                                                          | DE | AT | CH | US | Anmerkungen |
| ---- | ------------------------------------------------------------------------------------ | --- | --- | --- | --- | --- |
| 1951 | Jeden Abend stehe ich am Hafen Ich bin den weiten Weg gegangen (Version 2005)        | — | — | — | — | Erstveröffentlichung: Oktober 1951                                                                                 |
| 1952 | Das Lied vom einsamen Mädchen Illusionen EP (1958)                                   | — | — | — | — | Erstveröffentlichung: Dezember 1952                                                                                |
| 1952 | Illusionen Illusionen EP (1958) • So oder so ist das Leben                           | — | — | — | — | Erstveröffentlichung: Dezember 1952                                                                                |
| 1962 | Er war nie ein Kavalier Aber schön war es doch EP • Er war nie ein Kavalier EP       | — | — | — | — | Erstveröffentlichung: Mai 1962                                                                                     |
| 1962 | Aber schön war es doch Aber schön war es doch EP                                     | DE47 (1 Mt.)DE | — | — | — | Erstveröffentlichung: Oktober 1962                                                                                 |
| 1963 | Macky Messer Die Dreigroschenoper                                                    | DE27 (3 Mt.)DE | — | — | — | Erstveröffentlichung: Januar 1963 Original: Kurt Gerron                                                            |
| 1963 | Es war beim Bal paré Er war nie ein Kavalier EP • Heimweh nach dem Kurfürstendamm EP | DE54 (1 Mt.)DE | — | — | — | Erstveröffentlichung: Mai 1963                                                                                     |
| 1963 | Heimweh nach dem Kurfürstendamm C’est si bon EP • Heimweh nach dem Kurfürstendamm EP | — | — | — | — | Erstveröffentlichung: August 1963                                                                                  |
| 1963 | Eins und eins, das macht zwei Die großen Erfolge                                     | DE27 (3 Mt.)DE | — | — | — | Erstveröffentlichung: Oktober 1963                                                                                 |
| 1964 | Sei doch so wie damals Neue Chansons EP • Hildegard Knef                             | — | — | — | — | Erstveröffentlichung: April 1964                                                                                   |
| 1964 | Karussell-Karussell Neue Chansons EP                                                 | — | — | — | — | Erstveröffentlichung: Mai 1964                                                                                     |
| 1964 | Das geht beim ersten Mal vorbei Neue Chansons EP • Hildegard Knef                    | — | — | — | — | Erstveröffentlichung: September 1964                                                                               |
| 1964 | Lola und Jonny (Frankie and Jonny) Hildegard Knef                                    | — | — | — | — | Erstveröffentlichung: November 1964                                                                                |
| 1965 | Grauer Regen Hildegard Knef • So hat alles seinen Sinn EP                            | — | — | — | — | Erstveröffentlichung: März 1965                                                                                    |
| 1965 | In dieser Stadt Die neue Knef                                                        | — | — | — | — | Erstveröffentlichung: Oktober 1965 Neuauflage: 15. September 2023 (mit Philipp Dittberner)                         |
| 1966 | Berlin, dein Gesicht hat Sommersprossen Ich seh die Welt durch deine Augen           | — | — | — | — | Erstveröffentlichung: März 1966                                                                                    |
| 1966 | Ich brauch’ kein Venedig Ich seh die Welt durch deine Augen                          | — | — | — | — | Erstveröffentlichung: November 1966                                                                                |
| 1967 | Das Glück kennt nur Minuten Das Glück kennt nur Minuten EP • Halt mich fest          | — | — | — | — | Erstveröffentlichung: 1967                                                                                         |
| 1967 | Das waren schöne Zeiten Die großen Erfolge 2                                         | — | — | — | — | Erstveröffentlichung: Oktober 1967                                                                                 |
| 1967 | Einsam So oder so ist das Leben (Version 2003)                                       | — | — | — | — | Erstveröffentlichung: November 1967                                                                                |
| 1968 | Sei mal verliebt (Let’s Do It) Träume heißen du                                      | — | — | — | — | Erstveröffentlichung: Februar 1968                                                                                 |
| 1968 | Nichts haut mich um Träume heißen du                                                 | — | — | — | — | Erstveröffentlichung: 1968                                                                                         |
| 1968 | Für mich soll’s rote Rosen regnen Die großen Erfolge 2                               | — | — | — | — | Erstveröffentlichung: Oktober 1968                                                                                 |
| 1970 | Tapetenwechsel Knef                                                                  | — | — | — | — | Erstveröffentlichung: 1970                                                                                         |
| 1971 | Nur mit dir Worum geht’s hier eigentlich?                                            | — | — | — | — | Erstveröffentlichung: November 1971                                                                                |
| 1971 | Christina Worum geht’s hier eigentlich?                                              | — | — | — | — | Erstveröffentlichung: Dezember 1971                                                                                |
| 1972 | Auntie –                                                                             | — | — | — | — | Erstveröffentlichung: November 1972 mit Vicky Leandros, Demis Roussos, Sandra & Andres, Enrico Macias & Alice Babs |
| 1974 | Der alte Wolf Ich bin den weiten Weg gegangen                                        | — | — | — | — | Erstveröffentlichung: Februar 1974                                                                                 |
| 1976 | Im Falle eines Falles –                                                              | — | — | — | — | Erstveröffentlichung: März 1976                                                                                    |
| 1976 | Paßt mal auf! Ist doch klar! –                                                       | — | — | — | — | Erstveröffentlichung: 1976                                                                                         |
| 1976 | Es hat alles einen Anfang Lausige Zeiten                                             | — | — | — | — | Erstveröffentlichung: 1976                                                                                         |
| 1978 | Guten Morgen, Paul Heimweh-Blues                                                     | — | — | — | — | Erstveröffentlichung: 1978                                                                                         |
| 1979 | Der Mensch muß unter die Leute Eins und Eins – Hildegard Knef, ihre großen Erfolge   | — | — | — | — | Erstveröffentlichung: August 1979 mit Orchester Bert Kaempfert                                                     |
| 1986 | Weißt du nicht mehr –                                                                | — | — | — | — | Erstveröffentlichung: Februar 1986                                                                                 |
| 1987 | Ways of Love –                                                                       | — | — | — | — | Erstveröffentlichung: 26. Oktober 1987 mit Glenn Yarbrough                                                         |
| 1993 | Sag mir wo die Blumen sind Ich bin den weiten Weg gegangen (Version 2005)            | — | — | — | — | Erstveröffentlichung: Juni 1993 Original: Pete Seeger – Where Have All the Flowers Gone                            |
| 1995 | Jene irritierte Auster Ich bin den weiten Weg gegangen (Version 2005)                | — | — | — | — | Erstveröffentlichung: Juli 1995 mit Max Raabe & Palast Orchester                                                   |
| 1995 | Von nun an ging’s bergab Halt mich fest                                              | — | — | — | — | Erstveröffentlichung: 1995                                                                                         |
| 2002 | Warum wohl –                                                                         | — | — | — | — | Erstveröffentlichung: Februar 2002 feat. Thomas S.                                                                 |

grau schraffiert: keine Chartdaten aus diesem Jahr verfügbar

### Als Gastmusikerin
| Jahr | Titel Album                                     | Höchstplatzierung, Gesamtwochen, AuszeichnungChartplatzierungen (Jahr, Titel, Album, Platzierungen, Wochen, Auszeichnungen, Anmerkungen) | Höchstplatzierung, Gesamtwochen, AuszeichnungChartplatzierungen (Jahr, Titel, Album, Platzierungen, Wochen, Auszeichnungen, Anmerkungen) | Höchstplatzierung, Gesamtwochen, AuszeichnungChartplatzierungen (Jahr, Titel, Album, Platzierungen, Wochen, Auszeichnungen, Anmerkungen) | Höchstplatzierung, Gesamtwochen, AuszeichnungChartplatzierungen (Jahr, Titel, Album, Platzierungen, Wochen, Auszeichnungen, Anmerkungen) | Anmerkungen                                                                            |
| Jahr | Titel Album                                     | DE | AT | CH | US | Anmerkungen                                                                            |
| ---- | ----------------------------------------------- | --- | --- | --- | --- | -------------------------------------------------------------------------------------- |
| 1992 | Für mich soll’s rote Rosen regnen Hotel Monopol | DE35 (22 Wo.)DE | — | — | — | Erstveröffentlichung: November 1992 Verkäufe: + 150.000; Extrabreit mit Hildegard Knef |

## Sonderveröffentlichungen
| Jahr | Titel Album                                     | Anmerkungen                                                                 |
| ---- | ----------------------------------------------- | --------------------------------------------------------------------------- |
| 1993 | Für mich soll’s rote Rosen regnen Hotel Monopol | Erstveröffentlichung: 19. Februar 1993 Extrabreit mit Hildegard Knef        |
| 2013 | Ich schreib’ dir ein Buch 2013 Amygdala         | Erstveröffentlichung: 22. März 2013 DJ Koze vs. Hildegard Knef              |
| 2024 | Hier, in dieser Stadt Alles ist ein Augenblick  | Erstveröffentlichung: 22. März 2024 Philipp Dittberner feat. Hildegard Knef |

| Jahr | Titel Album                  | Anmerkungen                                                          |
| ---- | ---------------------------- | -------------------------------------------------------------------- |
| 2015 | Insel meiner Angst Für Hilde | Erstveröffentlichung: 28. Dezember 2015 Dendemann vs. Hildegard Knef |

| Jahr | Titel Soundtrack zu             | Anmerkungen                        |
| ---- | ------------------------------- | ---------------------------------- |
| 1995 | Lausche mit dem Herz Pocahontas | Erstveröffentlichung: Oktober 1995 |

## Hörbücher
| Jahr | Titel Musiklabel                                                                    | Anmerkungen                        |
| ---- | ----------------------------------------------------------------------------------- | ---------------------------------- |
| 1961 | Hildegard Knef spricht Jean Cocteau – Die geliebte Stimme Deutsche Grammophon (DGG) | Erstveröffentlichung: Oktober 1961 |
| 1965 | Hildegard Knef singt und spricht Tucholsky Decca Records (Teldec)                   | Erstveröffentlichung: März 1965    |

## Statistik

### Chartauswertung
Die folgende Statistik bietet eine Übersicht der Charterfolge von Knef in den Album- und Singlecharts. In den Albumcharts wurde das Tributealbum Für Hilde nicht berücksichtigt, weil es sich hierbei um keine Veröffentlichung von Knef handelt.
|                     | DE     | AT    | CH    | US    |
| ------------------- | ------ | ----- | ----- | ----- |
| Nummer-eins-Alben   | DE—DE  | AT—AT | CH—CH | US—US |
| Top-10-Alben        | DE6DE  | AT—AT | CH—CH | US1US |
| Alben in den Charts | DE14DE | AT—AT | CH—CH | US1US |

|                       | DE    | AT    | CH    | US    |
| --------------------- | ----- | ----- | ----- | ----- |
| Nummer-eins-Singles   | DE—DE | AT—AT | CH—CH | US—US |
| Top-10-Singles        | DE—DE | AT—AT | CH—CH | US—US |
| Singles in den Charts | DE5DE | AT—AT | CH—CH | US—US |

### Auszeichnungen für Musikverkäufe
Anmerkung: Auszeichnungen in Ländern aus den Charttabellen bzw. Chartboxen sind in ebendiesen zu finden.
| Land/RegionAuszeichnungen für Musikverkäufe (Land/Region, Auszeichnungen, Verkäufe, Quellen) | Gold  | Platin | Verkäufe | Quellen           |
| -------------------------------------------------------------------------------------------- | ----- | ------ | -------- | ----------------- |
| Deutschland (BVMI)                                                                           | Gold1 | —      | 10.000   | musikindustrie.de |
| Insgesamt                                                                                    | Gold1 | —      |          |                   |